# Bannes (Marne)
Pour les articles homonymes, voir Bannes.
Bannes est une commune française située dans le département de la Marne, en région Grand Est.

## Géographie

### Description
Bannes est un petit bourg jouxtant Fère-Champenoise, situé à 16 km à vol d'oiseau au nord-est de Sézanne, 29 km au sud-est de Montmirail, 27 km au sud d'Épernay, 37 km au sud-ouest de Châlons-en-Champagne et 50 km à l'ouest de Vitry-le-François.
Il est aisément accessible depuis la route nationale 4.
La superficie de la commune est de 2 333 hectares ; son altitude varie entre 125 et 167 mètres.

### Communes limitrophes
|                  | Vert-Toulon, Aulnizeux | Aulnay-aux-Planches |
| Broussy-le-Grand | Bannes                 | Morains             |
|                  | Connantre              | Fère-Champenoise    |

### Hydrographie

#### Réseau hydrographique
La commune est dans la région hydrographique « la Seine de sa source au confluent de l'Oise (exclu) » au sein du bassin Seine-Normandie. Elle est drainée par le canal 02 de Châtillon, Chaussée Athalie et le canal 01 du Cul des Hierles,.

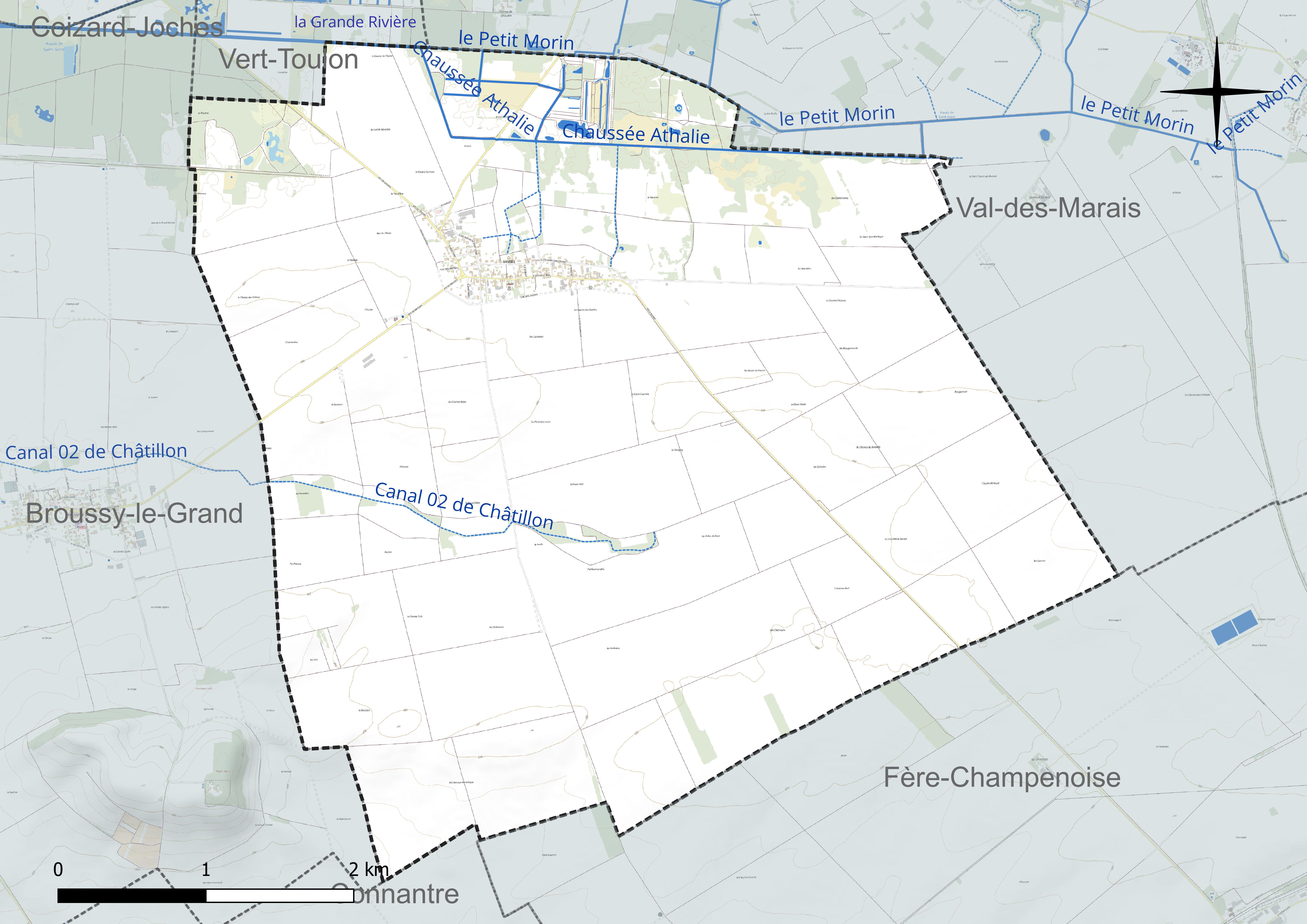
Réseau hydrographique de Bannes.

Un plan d'eau complète le réseau hydrographique : le Cul des Hierlas (1,3 ha),.

#### Gestion et qualité des eaux
Le territoire communal est couvert par le schéma d'aménagement et de gestion des eaux (SAGE) « Petit et Grand Morin ». Ce document de planification concerne le territoire des bassins versants du Petit Morin (630 km2) et du Grand Morin (1 185 km2) et se répartit sur trois départements (la Marne, l'Aisne et la Seine-et-Marne). Il a été approuvé le 21 octobre 2016. La structure porteuse de l'élaboration et de la mise en œuvre est le Syndicat mixte d'aménagement et de gestion des eaux (SMAGE) - EPAGE.
La qualité des cours d’eau peut être consultée sur un site dédié géré par les agences de l’eau et l’Agence française pour la biodiversité.

### Climat
Pour des articles plus généraux, voir Climat du Grand Est et Climat de la Marne.
En 2010, le climat de la commune est de type climat océanique dégradé des plaines du Centre et du Nord, selon une étude du Centre national de la recherche scientifique s'appuyant sur une série de données couvrant la période 1971-2000. En 2020, Météo-France publie une typologie des climats de la France métropolitaine dans laquelle la commune est exposée à un climat océanique altéré et est dans la région climatique Nord-est du bassin Parisien, caractérisée par un ensoleillement médiocre, une pluviométrie moyenne régulièrement répartie au cours de l’année et un hiver froid (3 °C).
Pour la période 1971-2000, la température annuelle moyenne est de 10,2 °C, avec une amplitude thermique annuelle de 15,7 °C. Le cumul annuel moyen de précipitations est de 748 mm, avec 11,4 jours de précipitations en janvier et 7,7 jours en juillet. Pour la période 1991-2020, la température moyenne annuelle observée sur la station météorologique de Météo-France la plus proche, « Sommesous », sur la commune de Sommesous à 22 km à vol d'oiseau, est de 10,8 °C et le cumul annuel moyen de précipitations est de 816,9 mm. 
La température maximale relevée sur cette station est de 42,2 °C, atteinte le 25 juillet 2019 ; la température minimale est de −26,5 °C, atteinte le 14 février 1956,,.
Les paramètres climatiques de la commune ont été estimés pour le milieu du siècle (2041-2070) selon différents scénarios d'émission de gaz à effet de serre à partir des nouvelles projections climatiques de référence DRIAS-2020. Ils sont consultables sur un site dédié publié par Météo-France en novembre 2022.

## Urbanisme

### Typologie
Au 1er janvier 2024, Bannes est catégorisée commune rurale à habitat dispersé, selon la nouvelle grille communale de densité à sept niveaux définie par l'Insee en 2022.
Elle est située hors unité urbaine et hors attraction des villes,.

### Occupation des sols
L'occupation des sols de la commune, telle qu'elle ressort de la base de données européenne d’occupation biophysique des sols Corine Land Cover (CLC), est marquée par l'importance des territoires agricoles (88,7 % en 2018), en diminution par rapport à 1990 (92,3 %). La répartition détaillée en 2018 est la suivante : 
terres arables (82,6 %), zones humides intérieures (9,3 %), prairies (4,9 %), zones urbanisées (2 %), zones agricoles hétérogènes (1,2 %). L'évolution de l’occupation des sols de la commune et de ses infrastructures peut être observée sur les différentes représentations cartographiques du territoire : la carte de Cassini (XVIIIe siècle), la carte d'état-major (1820-1866) et les cartes ou photos aériennes de l'IGN pour la période actuelle (1950 à aujourd'hui).

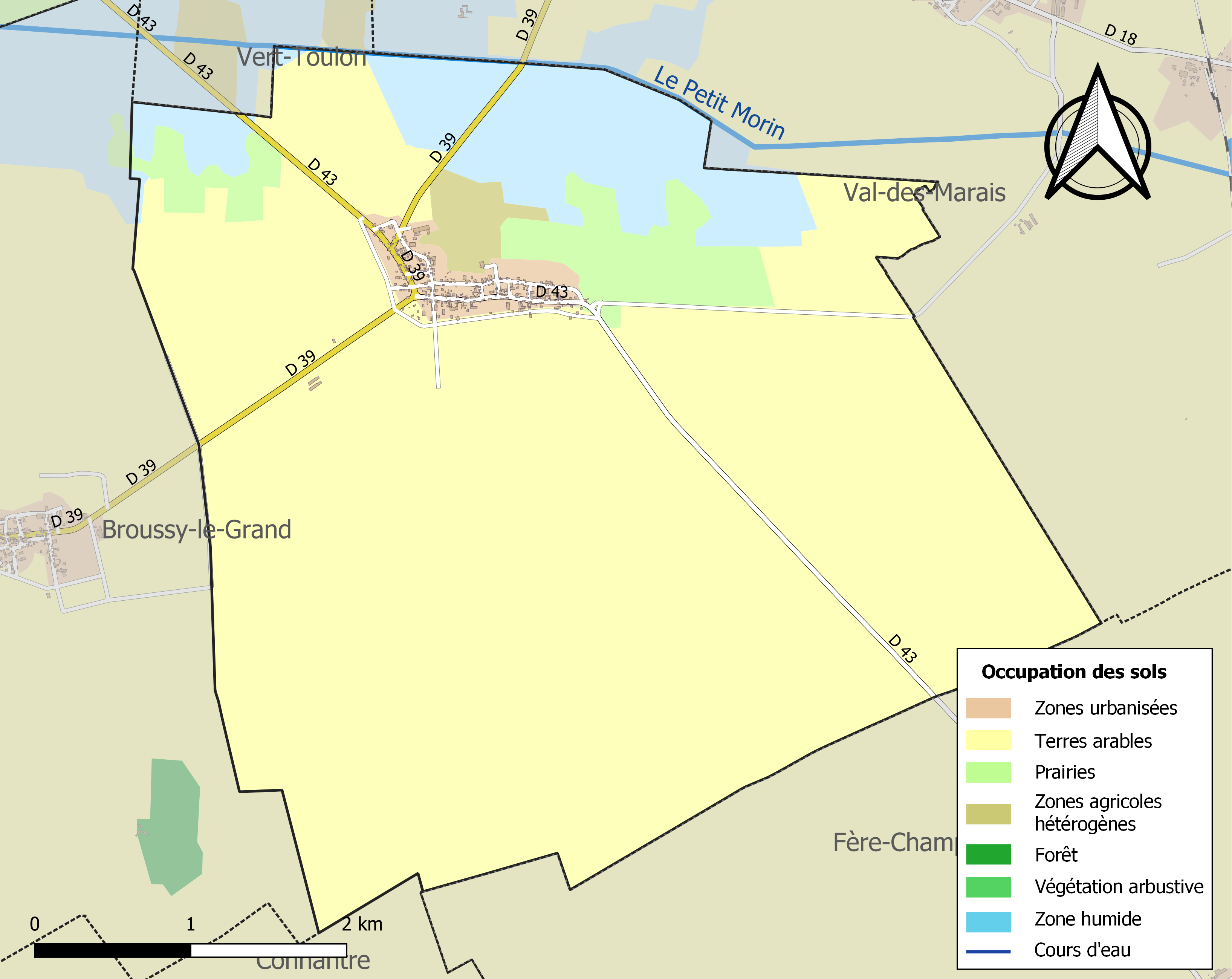
Carte des infrastructures et de l'occupation des sols de la commune en 2018 (CLC).

### Habitat et logement
En 2018, le nombre total de logements dans la commune était de 133, alors qu'il était de 126 en 2013 et de 124 en 2008.
Parmi ces logements, 85 % étaient des résidences principales, 7,5 % des résidences secondaires et 7,5 % des logements vacants. Ces logements étaient pour 99,2 % d'entre eux des maisons individuelles et pour 0 % des appartements.
Le tableau ci-dessous présente la typologie des logements à Bannes en 2018 en comparaison avec celle de la Marne et de la France entière. Une caractéristique marquante du parc de logements est ainsi une proportion de résidences secondaires et logements occasionnels (7,5 %) supérieure à celle du département (2,9 %) mais inférieure à celle de la France entière (9,7 %). Concernant le statut d'occupation de ces logements, 78,8 % des habitants de la commune sont propriétaires de leur logement (76,9 % en 2013), contre 51,7 % pour la Marne et 57,5 % pour la France entière.
| Typologie                                               | Bannes | Marne | France entière |
| ------------------------------------------------------- | ------ | ----- | -------------- |
| Résidences principales (en %)                           | 85     | 88,1  | 82,1           |
| Résidences secondaires et logements occasionnels (en %) | 7,5    | 2,9   | 9,7            |
| Logements vacants (en %)                                | 7,5    | 9     | 8,2            |

## Toponymie
Attesté sous la forme Banna en 1124 et en 1130.
Albert Dauzat y décèle pour origine un préfixe gaulois et pré-gaulois *ban-, « pointe », tandis qu'Ernest Nègre envisage un ancien français *banne, « corne », souvent utilisé en toponymie pour désigner un sommet escarpé, qui a dû désigner les hauteurs voisines.
Les habitants de la commune sont appelés les Bannats.

### Moyen Âge

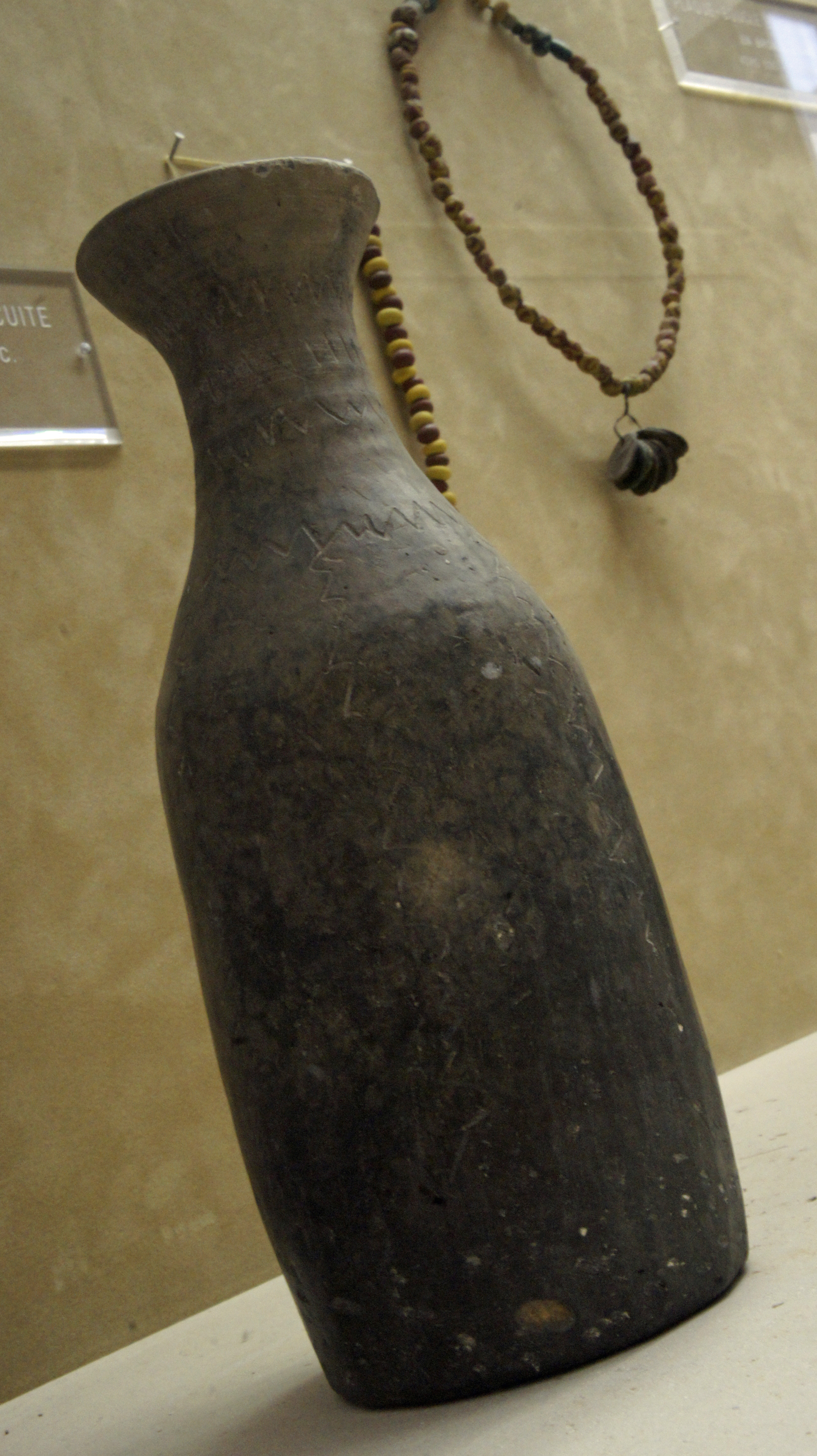
Bouteille en terre cuite du VIe siècle trouvée à Bannes, préservée au Musée Saint-Remi de Reims.

## Histoire

### Époque contemporaine
Durant la Première Guerre mondiale, la commune est durement touchée par les combats de septembre 1914, ce qui lui vaut d'être décorée de la Croix de guerre 1914-1918 le 17 septembre 1921.

## Politique et administration

### Rattachements administratifs et électoraux

#### Rattachements administratifs
La commune se trouve  dans l'arrondissement d'Épernay du département de la Marne.
Elle faisait partie depuis 1793 du canton de Fère-Champenoise. Dans le cadre du redécoupage cantonal de 2014 en France, cette circonscription administrative territoriale a disparu, et le canton n'est plus qu'une circonscription électorale.

#### Rattachements électoraux
Pour les élections départementales, la commune fait partie depuis 2014 du canton de Vertus-Plaine Champenoise
Pour l'élection des députés, elle fait partie de la cinquième circonscription de la Marne.

### Intercommunalité
Bannes est membre fondateur de la communauté de communes du Sud Marnais, un établissement public de coopération intercommunale (EPCI) à fiscalité propre créé fin 1998  et auquel la commune a transféré un certain nombre de ses compétences, dans les conditions déterminées par le code général des collectivités territoriales.

### Liste des maires
| Période                                  | Période                        | Identité          | Étiquette | Qualité                    |
| ---------------------------------------- | ------------------------------ | ----------------- | --------- | -------------------------- |
| Les données manquantes sont à compléter. |                                |                   |           |                            |
| 2001                                     | 2008                           | Patrice Biart     | UDF       |                            |
| 2008                                     | 2020                           | Patrick Guillaume |           |                            |
| mai 2020                                 | automne 2022                   | Jean-Pierre Cain  |           | Agriculteur Démissionnaire |
| octobre 2022                             | En cours (au 16 décembre 2022) | Armelle Sauvage   |           | Employée                   |

## Démographie
L'évolution du nombre d'habitants est connue à travers les recensements de la population effectués dans la commune depuis 1793. Pour les communes de moins de 10 000 habitants, une enquête de recensement portant sur toute la population est réalisée tous les cinq ans, les populations de référence des années intermédiaires étant quant à elles estimées par interpolation ou extrapolation. Pour la commune, le premier recensement exhaustif entrant dans le cadre du nouveau dispositif a été réalisé en 2008.

En 2022, la commune comptait 248 habitants, en évolution de −13,29 % par rapport à 2016 (Marne : −1,19 %, France hors Mayotte : +2,11 %).
| 1793 | 1800 | 1806 | 1821 | 1831 | 1836 | 1841 | 1846 | 1851 |
| ---- | ---- | ---- | ---- | ---- | ---- | ---- | ---- | ---- |
| 406  | 418  | 462  | 419  | 428  | 445  | 413  | 462  | 447  |

| 1856 | 1861 | 1866 | 1872 | 1876 | 1881 | 1886 | 1891 | 1896 |
| ---- | ---- | ---- | ---- | ---- | ---- | ---- | ---- | ---- |
| 453  | 458  | 460  | 441  | 423  | 424  | 438  | 413  | 381  |

| 1901 | 1906 | 1911 | 1921 | 1926 | 1931 | 1936 | 1946 | 1954 |
| ---- | ---- | ---- | ---- | ---- | ---- | ---- | ---- | ---- |
| 375  | 374  | 405  | 327  | 318  | 319  | 315  | 301  | 315  |

| 1962 | 1968 | 1975 | 1982 | 1990 | 1999 | 2006 | 2008 | 2013 |
| ---- | ---- | ---- | ---- | ---- | ---- | ---- | ---- | ---- |
| 306  | 271  | 230  | 224  | 204  | 212  | 252  | 264  | 289  |

| 2018 | 2022 | - | - | - | - | - | - | - |
| ---- | ---- | - | - | - | - | - | - | - |
| 260  | 248  | - | - | - | - | - | - | - |

## Économie

### Revenus de la population et fiscalité
En 2010, le revenu fiscal médian par ménage était de 29 930 €, ce qui plaçait Bannes au 14 161e rang parmi les 31 525 communes de plus de 39 ménages en métropole.

### Emploi
En 2009, la population âgée de 15 à 64 ans s'élevait à 159 personnes, parmi lesquelles on comptait 71,6 % d'actifs dont 67,1 % ayant un emploi et 4,5 % de chômeurs.
On comptait 31 emplois dans la zone d'emploi, contre 41 en 1999. Le nombre d'actifs ayant un emploi résidant dans la zone d'emploi étant de 106, l'indicateur de concentration d'emploi est de 28,8 %, ce qui signifie que la zone d'emploi offre moins d'un emploi pour trois habitants actifs.

### Entreprises et commerces
Au 31 décembre 2010, Bannes comptait 9 établissements : un dans l’agriculture-sylviculture-pêche, aucun dans l'industrie, quatre dans la construction, aucun dans le commerce-transports-services divers et quatre étaient relatifs au secteur administratif.
En 2011, une entreprise a été créée à Bannes.

## Culture et patrimoine

### Lieux et monuments
La commune ne contient ni monument répertorié à l'inventaire des monuments historiques ni lieu répertorié à l'inventaire général du patrimoine culturel.
- Son église paroissiale est placée sous le vocable de Saint-Vaast[34].

### Personnalités liées à la commune
Général Pierre Laprun : né à Bannes le 16 septembre 1737, d'une famille connue dans le village depuis la fin du XVIe siècle. Il participa à la guerre d'indépendance américaine et à la bataille de Yorktown (1781). Devenu général de division pendant les guerres de la Révolution, il commande les places de Metz et Landau. Il prend sa retraite à Vaux près de Metz dont il devient maire et s'éteint en 1822. À Bannes, une rue et une plaque sur sa maison natale honorent sa mémoire.